# Варпехи-Нові
Варпехи-Нові (пол. Warpechy Nowe) — село в Польщі, у гміні Вишки Більського повіту Підляського воєводства.
Населення — 86 осіб (2011).
У 1975-1998 роках село належало до Білостоцького воєводства.

## Демографія
Демографічна структура станом на 31 березня 2011 року:
|          | Загалом | Допрацездатний вік | Працездатний вік | Постпрацездатний вік |
| -------- | ------- | ------------------ | ---------------- | -------------------- |
| Чоловіки | 45      | 9                  | 25               | 11                   |
| Жінки    | 41      | 10                 | 18               | 13                   |
| Разом    | 86      | 19                 | 43               | 24                   |